# Kim Little
Kim Alison Little (Aberdeen, 29 giugno 1990) è una calciatrice scozzese, centrocampista ed attaccante dell'Arsenal, di cui è capitana.

## Biografia
È laureata in studio dello sport, ottenuta all'Università dell'Hertfordshire.

## Carriera

### Club
Fa il suo esordio l'8 agosto 2006, all'età di 16 anni, con la maglia dell'Hibernian, nel match di Champions League giocato contro l'Espanyol. Con il club scozzese milita fino al 2008, quando viene acquistata dall'Arsenal. Con il club londinese segna la sua prima rete nella gara contro il Chelsea dell'aprile dello stesso anno.
Milita all'Arsenal fino al 2013, vincendo le prime tre edizioni della neonata Women's Super League e vincendo il titolo di capocannoniere della stagione 2012, grazie agli 11 gol segnati. Nella stagione 2012-2013, inoltre, si avvale del premio di miglior calciatrice dell'anno del campionato inglese.
Dal 2014 al 2016 gioca negli Stati Uniti con la maglia dei Seattle Reign. Con la squadra americana vince il titolo di capocannoniere della stagione 2014, con 17 reti, arrivando inoltre in finale nella corsa al titolo, poi perso a favore dell'FC Kansas City. Questa esperienza oltreoceano è condita anche dal prestito, per la stagione 2015-2016, al Melbourne City, in Australia, conclusosi con la vittoria del campionato.
Nel 2017 torna all'Arsenal, che aveva lasciato 4 anni prima. A causa di un infortunio al legamento crociato, salta buona parte della stagione. La stagione successiva vince il campionato, il suo terzo con le gunners, dopo quelli vinti nel 2011 e nel 2012. Il 5 agosto 2019 rinnova il proprio contratto. Nel giugno del 2022 torna brevemente al Seattle Reign, che nel frattempo ha cambiato denominazione in OL Reign. Dopo 6 presenze con la squadra americana, ritorna all'Arsenal.
Il 24 maggio 2025 vince, da capitana, la sua prima Champions League, disputando tutte e 14 le gare delle gunners e segnando anche una rete.

### Nazionale
Fa il suo debutto in nazionale maggiore scozzese il 14 febbraio 2007, all'età di 17 anni, nella sconfitta per 2-0 contro il Giappone. La prima rete arriva il 12 marzo 2008, nella sconfitta per 2-3 contro la Russia. Negli anni si afferma come colonna della nazionale, segnando anche un poker nella gara vinta 8-0 contro Cipro del 30 agosto 2019, la sua quartultima in nazionale.
Si ritira dalla propria selezione nel settembre 2021 dopo 140 presenze e 59 reti segnate, l'ultima delle quali targata 15 giugno 2021.
In occasione dei Giochi Olimpici del 2012 e quelli del 2020 ha inoltre indossato la maglia della selezione della Gran Bretagna.

## Statistiche

### Presenze e reti nei club
Statistiche aggiornate al 2 giugno 2025.
| Stagione             | Squadra              | Campionato           | Campionato | Campionato | Coppe nazionali | Coppe nazionali | Coppe nazionali | Coppe continentali | Coppe continentali | Coppe continentali | Altre coppe | Altre coppe | Altre coppe | Totale | Totale |
| Stagione             | Squadra              | Comp                 | Pres       | Reti       | Comp            | Pres            | Reti            | Comp               | Pres               | Reti               | Comp        | Pres        | Reti        | Pres   | Reti   |
| -------------------- | -------------------- | -------------------- | ---------- | ---------- | --------------- | --------------- | --------------- | ------------------ | ------------------ | ------------------ | ----------- | ----------- | ----------- | ------ | ------ |
| 2006-2007            | Hibernian            | SWPL                 | ?          | ?          |                 |                 |                 |                    |                    |                    |             |             |             | ?      | ?      |
| 2007-gen. 2008       | Hibernian            | SWPL                 | ?          | ?          |                 |                 |                 |                    |                    |                    |             |             |             | ?      | ?      |
| Totale Hibernian     | Totale Hibernian     | Totale Hibernian     | ?          | ?          |                 | -               | -               |                    | -                  | -                  |             |             |             | ?      | ?      |
| gen.-giu. 2008       | Arsenal              | WPL                  | 8          | 1          | FACup           | -               | -               |                    | -                  | -                  |             | -           | -           | 8+     | 1+     |
| 2008-2009            | Arsenal              | WPL                  | 17         | 8          | FACup           | 4               | 3               |                    | -                  | -                  |             | -           | -           | 21     | 11     |
| 2009-2010            | Arsenal              | WPL                  | 22         | 22         | FACup           | 3               | 4               | UWCL               | 5                  | 9                  |             | -           | -           | 30     | 34     |
| 2011                 | Arsenal              | WSL                  | 12         | 9          | FACup           | -               | -               | UWCL               | 8                  | 3                  |             | -           | -           | 20     | 12     |
| 2012                 | Arsenal              | WSL                  | 14         | 11         | FACup           | -               | -               | UWCL               | 8                  | 3                  |             | -           | -           | 22     | 14     |
| 2013                 | Arsenal              | WSL                  | 14         | 3          | FACup           | -               | -               | UWCL               | 4                  | 5                  |             | -           | -           | 18     | 8      |
| 2014                 | Seattle Reign        | NWSL                 | 25         | 17         |                 | -               | -               |                    | -                  | -                  |             | -           | -           | 25     | 17     |
| 2015                 | Seattle Reign        | NWSL                 | 22         | 10         |                 | -               | -               |                    | -                  | -                  |             | -           | -           | 22     | 10     |
| 2016                 | Seattle Reign        | NWSL                 | 20         | 6          |                 | -               | -               |                    | -                  | -                  |             | -           | -           | 20     | 6      |
| 2015-2016            | Melbourne City       | WL                   | 12         | 9          |                 | -               | -               |                    | -                  | -                  |             | -           | -           | 12     | 9      |
| 2017                 | Arsenal              | WSL                  | -          | -          |                 | -               | -               |                    | -                  | -                  |             | -           | -           | 0      | 0      |
| 2017-2018            | Arsenal              | WSL                  | 9          | 3          | FACup           | 1               | 0               |                    | -                  | -                  |             | -           | -           | 10     | 3      |
| 2018-2019            | Arsenal              | WSL                  | 14         | 8          | FACup           | 5               | 3               |                    | -                  | -                  |             | -           | -           | 19     | 11     |
| 2019-2020            | Arsenal              | WSL                  | 12         | 5          | FACup           | 4               | 3               | UWCL               | 5                  | 4                  |             | -           | -           | 21     | 12     |
| 2020-2021            | Arsenal              | WSL                  | 16         | 5          | FACup           | 2               | 0               |                    | -                  | -                  |             |             |             | 18     | 5      |
| 2021-2022            | Arsenal              | WSL                  | 22         | 6          | FACup           | 5               | 1               | UWCL               | 12                 | 4                  |             |             |             | 39     | 11     |
| giu. 2022            | Seattle Reign        | NWSL                 | 6          | 0          |                 | -               | -               |                    | -                  | -                  |             | -           | -           | 6      | 0      |
| Totale Seattle Reign | Totale Seattle Reign | Totale Seattle Reign | 73         | 33         |                 | -               | -               |                    | -                  | -                  |             | -           | -           | 73     | 33     |
| 2022-2023            | Arsenal              | WSL                  | 11         | 4          | FACup           | 5               | 2               | UWCL               | 7                  | 2                  |             | -           | -           | 23     | 8      |
| 2023-2024            | Arsenal              | WSL                  | 17         | 1          | FACup           | 5               | 1               | UWCL               | 2                  | 0                  |             | -           | -           | 24     | 2      |
| 2024-2025            | Arsenal              | WSL                  | 20         | 1          | FACup           | 1               | 0               | UWCL               | 14                 | 1                  | FAWCL       | 1           | 0           | 37     | 2      |
| Totale Arsenal       | Totale Arsenal       | Totale Arsenal       | 208        | 87         |                 | 26              | 17              |                    | 65                 | 31                 |             | 1           | 0           | 300    | 145    |
| Totale Carriera      | Totale Carriera      | Totale Carriera      | 293+       | 129+       |                 | 26              | 17              |                    | 65                 | 31                 |             | 1           | 0           | 385+   | 177+   |

## Palmarès

### Club

#### Competizioni nazionali
- Campionato scozzese: 1

Hibernian: 2006-2007
- Scottish Women's Cup: 1

Hibernian: 2006-2007
- Premier League Cup: 1

Hibernian: 2006-2007
- FA Women's Premier League National Division: 2

Arsenal: 2008-2009, 2009-2010
- FA Women's Cup: 3

Arsenal: 2008-2009, 2010-2011, 2012-2013
- FA Women's Premier League Cup: 1

Arsenal: 2008-2009
- Campionato inglese: 3

Arsenal: 2011, 2012, 2018-2019
- FA Women's League Cup: 6

Arsenal: 2011, 2012, 2013, 2017-2018, 2022-2023, 2023-2024

#### Competizioni internazionali
- UEFA Women's Champions League: 1

Arsenal: 2024-2025

### Individuali
- FA Women's Player of the Year: 2010[21]
- FA Women's Cup Final Player of the Match: 2011
- Calciatrice dell'anno della PFA: 1

2012-2013
- NWSL Player of the Month: aprile 2014, maggio 2014[23]
- Most Valuable Player della National Women's Soccer League: 1

2014
- Capocannoniere (Golden Boot) della National Women's Soccer League: 1

2014 (16 reti)
- Capocannoniere della Cyprus Cup: 1

2015 (5 reti)